# Clades Lolliana
Clades Lolliana ali Lollianska katastrofa je bila bitka leta 16 pr. n. št., ko je bil konzul Marcus Lollis poražen od Sikambrov, Usipetov in Tenkterjev, germanskih plemen, ki so prečkala Ren. Zgodovinar Svetonij ta poraz povezuje s katastrofo Publija Kvintilija Vara v bitki v Tevtoburškem gozdu.

## Ozadje
Marcus Lollius je bil verjetno novus homo, prvi mož svoje družine, ki je dosegel mesto v rimskem senatu. Njegovo poreklo in datum rojstva nista znana, vendar se zdi, da je imel trajno prijateljstvo z Avgustom. Morda je bil sicer neznani "Mark", za katerega Apijan Aleksandrijski trdil, da se je boril na republikanski strani v bitki pri Filipih, nato pa je prisegel zvestobo Oktavijanu, potem ko ga je slednji rešil pred proskripcijo. Lollius je imel odlikovano kariero - bil je prvi rimski guverner province Galatije, leta 21 pr. n. št. je bil konzul in kmalu zatem je porazil Bese, tračansko pleme.
Leta 17 pr. n. št. je bil Lollius imenovan za rimskega guvernerja ob renski meji - viri se razlikujejo glede tega ali je upravljal galsko provinco ali Spodnjo Germanijo. Njegovo glavno vojaško poveljstvo je bilo nad V. legijo. V. legija Alaudae, ki jo je Julij Cezar prvotno rekrutiral iz prijateljskih Galcev, je pred kratkim prišla na spodnjo rensko mejo po težki vojni proti Kantabrom v provinci Tarakonski Španiji.
Kmalu po Marcus Lolliusovem imenovanju se je na germanski strani Rena zgodil grozljiv incident. Nekaj Rimljanov je potovalo skozi ozemlje Tenkterjev, a so jih vročekrvni člani plemena ugrabili in križali. Voditelji Tenkterjev so vedeli, da Rimljani nikoli ne bodo dovolili, da bi ta zločin ostal nekaznovan, zato so prevzeli pobudo in začeli napade v rimsko Galijo. Pridružila sta se jim dve sosednji plemeni, Usipeti in Sikambri.
Tenkterji in Usipeti so dolgo časa gojili zamero do Rima. Leta 55 pr. n. št. je Julij Cezar obe plemeni brutalno napadel, kar je očitno povzročilo razburjenje celo v samem Rimu. Katon Mlajši je v govoru trdil, da je Cezar ubil 400.000 pripadnikov obeh plemen in da bi ga zato morali izročiti preživelim v roke pravice. Obe ljudstvi sta si štirideset let pozneje do neke mere opomogli. Zlasti Tenkterji so bili znani po svoj spretnosti in vztrajnosti kot konjeniki. Kar se tiče Sikambrov – znanih tudi kot Sugambri – je o njih znanega precej malo. Njihov poglavar Melo je edini germanski voditelj v tem spopadu znan po imenu. Njegov nečak Deudorix je kasneje pod Arminijem poveljeval oddelku svojega plemena v bitki v Tevtoburškem gozduu.

## Bitka
Lollius se je na napade teh plemen odzval z nepremišljeno aroganco. Namesto da bi čakal na okrepitve, se je odpravil proti njim. Njegova majhna vojska je bila sestavljena iz V. legije Alaudae in nekaj pomožnih enot, od katerih so bile vsaj nekatere na konjih. Ta konjeniška sila je bila poslana pred legijo, da bi izvidovala položaje Germanov, vendar je padla v krvavo zasedo. Ali je rimska konjenica zaradi spretnih napadalcev obtičala na težkem terenu ali pa se je konjeniška premoč Tenkterjev pokazala v odprti konjeniški bitki, ni jasno. Kakorkoli že, rimska konjenica je bila poražena, njeni ostanki pa so zbežali nazaj k Lolliusovi glavnini.
Germanski bojevniki so zasledovali umikajočo se konjenico in se zaleteli v vrste V. legije. Zdi se, da so bili legionarji presenečeni ali pa so bili kako drugače v slabšem položaju. Njihove vrste so Germani razdejali in nekako jim uspelo ujeti zlati prapor legije, orla (Aquila). Orel rimske legije je bil njen najbolj ljubosumno varovan zaklad, ki ga je običajno nosil vojak v vrstah njene veteranske prve kohorte. To je bil eden redkih primerov, ko so tak prapor zasegli Germani.
Marcus Lollius se je umaknil iz bitke, katere natančna lokacija ni znana. V. legija Alaudae  ni bila uničena, vendar je imela trajen madež na svoji zgodovini; usoda njenega orla ostaja skrivnost. Avgust je bil takrat sam na obisku v Galiji; ko je slišal za katastrofo je zbral vojsko in se skupaj z Lolliusom, ki je zdaj poveljeval na hitro zbrani sili pomožnih enot in legijskih veksilacij, odpravil proti napadalcem. Vsa tri germanska plemena so se začela pogajati z Avgustom in mu predala talce, preden so se vrnila čez Ren.

## Posledice
Kar zadeva samega Lolliusa, je bila njegova kariera uničena. Več kot desetletje pozneje slišimo, da je služil kot skrbnik Avgustovega nečaka Gaja Cezarja. Kasneje naj bi storil samomor, potem ko ga je bodoči cesar Kaligula obtožil korupcije. Sodobni zgodovinarji, kot je bil Velleius Paterculus, so z veseljem obrekovali Lolliusa in trdili, da je bil mož, »željen denarja« in nagnjen k »hudobnim navadam«. Zelo verjetno je, da te trditve niso natančen portret moža, temveč zgolj pokazatelj prezira, ki ga je bil deležen zaradi izgube rimskega orla proti »barbarom«.
Cesarski biograf Svetonij je trdil, da je bila »Lolliusova katastrofa« zgolj »sramotna« v nasprotju z resničnim pokolom v bitki v Tevtoburškem gozdu petindvajset let pozneje. Vendar pa je tako Rimljanom kot Germanom pokazala, da lahko celo »barbari« zmagajo nad legijami. To je bila lekcija, ki jo je Imperij lahko pozabil le na lastno odgovornost.